# 马尔哈利萨
马尔哈利萨，是西班牙卡斯蒂利亚-拉曼恰托莱多省的一个市镇。总面积66平方公里，总人口297人（2001年），人口密度5人/平方公里。